# Ceropegia bulbosa
Ceropegia bulbosa ist eine Pflanzenart aus der Unterfamilie der Seidenpflanzengewächse (Asclepiadoideae). Sie hat ein sehr ausgedehntes Verbreitungsgebiet, das von Ostafrika über die südliche Arabische Halbinsel bis nach Indien und Bangladesch reicht.

## Beschreibung

### Vegetative Merkmale
Ceropegia bulbosa ist eine ausdauernde krautige Pflanze. Dieser Geophyt bildet mehr oder weniger stark abgeflachte Wurzelknollen mit einem Durchmesser von 40 bis 60 mm, die rau berindet sind. Die jährlich neu gebildeten, stark windenden, wenig verzweigten, 0,2 bis etwa 1 m langen Sprossachsen sind mit einem Durchmesser von 1 bis 2 mm vergleichsweise zart und dünn; sie sind wenig behaart.
Die gegenständigen Laubblätter sind gestielt. Die einfachen, fleischigen Blattspreiten sind bei einer Länge von 1 bis 10 cm und einer Breite von 0,3 bis 1,2 cm elliptisch, eiförmig, lanzettförmig bis linealisch. Die Blattflächen sind mit einzelnen, rauen Pflanzenhaaren besetzt.

### Blütenstand und Blüten
Der auf einem 2 bis 25 mm langen Blütenstandsschaft stehende, scheindoldige Blütenstand enthält zwei bis acht Blüten. Die Blütenstiele sind 5 bis 15 mm lang.
Die zwittrigen Blüten sind fünfzählig mit doppelter Blütenhülle. Die fünf Kelchblätter sind bei einer Länge von 2 bis 4 mm pfriemlich. Die 1,2 bis 3,0 cm lange/hohe Blütenkrone ist hell graugrün gefärbt und meist mehr oder weniger rotbraun gestreift oder gefleckt. Der Kronröhrenkessel an der Basis der Blüte ist etwas abgeflacht kugelig, 3 bis 4 mm hoch und 4 bis 5 mm im Durchmesser. Die Kronröhre hat einen Durchmesser von 1,5 bis 2,0 mm und erweitert sich nach oben auf 5 bis 10 mm. Sie ist innen hellpurpurn gefärbt und basal behaart. Die Innenseiten der Kronblattzipfel sind purpurfarben mit einem weißen Fleck an der Basis, die Spitzen sind oft grünlich überlaufen. Sie sind 4 bis 10 mm lang, basal 3 bis 6 mm breit, apikal nur noch 0,5 bis 1 mm breit. Die beiden Hälften jedes Kronblattzipfels sind entlang der Mittelachse vollständig nach außen umgeklappt. Die Spitzen der Kronblattzipfel sind über der Kronröhre verschmolzen und gelegentlich auch verdreht. Oft sind sie auch verdickt; alle fünf Kronblattzipfel bilden eine kugelige Struktur. Die Kronblattzipfel sind innen und an den Rändern behaart. Die kurz gestielte oder auch ungestielte Nebenkrone besitzt die Form einer 2 bis 3 mm hohen und ebenso breiten, flachen Schale. Die Zipfel der interstaminalen Nebenkrone sind bei einer Höhe von 0,5 bis 0,8 cm und einer Breite von 0,8 bis 1,1 mm breit-rechteckig, mit einer zentralen Rinne. Die entweder frei oder auch in der Mitte im Kontakt aufrecht stehenden Zipfel der staminalen Nebenkrone sind bei einer Länge von 1,5 bis 2,0 mm zylindrisch. Die 0,25 mm hohen und 0,2 mm breiten, tropfen- oder eiförmigen Pollinien besitzen ein kleines, elliptisches Corpusculum. Die Blüte produziert Nektar, der sich in Nektartaschen sammelt.

### Früchte und Samen
Die winklig zueinander stehenden, meist paarigen Balgfrüchte sind grau-grün und bei einer Länge von etwa 10 mm und einem Durchmesser von etwa 3 mm spindelförmig. Die bei einer Länge von 8 bis 9 mm länglich-eiförmigen Samen sind abgeflacht mit einem breiten Rand. Der Haarschopf misst 2,5 bis 3,8 cm in der Länge.

## Verbreitung und Ökologie
Ceropegia bulbosa hat in einer weiten Fassung des Taxons ein sehr großes Verbreitungsgebiet, das von Bangladesch, Indien und Pakistan im Osten über Saudi-Arabien, Oman und Jemen bis nach Äthiopien, Somalia, Kenia und Tansania im Westen reicht.
An der Koromandelküste (Indien) wächst Ceropegia bulbosa nach Roxburgh auf trockenem, nicht kultiviertem Land zwischen Büschen und Hecken. In Indien blüht die Art von July bis September.
In Südpakistan treibt sie jährlich neu aus nach den ersten Monsun-Regen. Schon etwa 15 bis 20 Tage danach erscheinen die ersten Blüten. Sie öffnen sich jeweils am späten Nachmittag und verwelken bereits nach 24 Stunden. Die Blütezeit reicht von Juli bis August und hält für etwa 1,5 Monate an. Nach dem Aufspringen der Früchte sterben die oberirdischen Triebe ab und nur die Wurzelknolle überdauert. Die Bestäubung der Blüten erfolgt in Pakistan durch Forcipomyia-Arten (Gnitzen, Ceratopogonidae).
Das Vorkommen auf der Arabischen Halbinsel beschränkt sich auf zwei disjunkte Reliktvorkommen, eines in Nordjemen und südwestlichen Saudi-Arabien sowie auf ein weiteres Vorkommen in Oman, das sich bis in den östlichen Bereich Jemens (Gouvernement al-Mahra) hinzieht. in Nordjemen wächst die Art in trockenem Buschland mit Euphorbien und Wachsbaum-Büschen in Höhen über 1000 m. In Oman kommt die Art in beschatteten Kliffs oder kletternd in Dickichten von Seehöhe bis 700 m Höhe vor. Die Population in Ostjemen wächst in offenen Anogeissus-Waldgebieten in 380 m bis 580 m über Meereshöhe.
In Kenia wurde die Art auf 1400 m über Meereshöhe gefunden. In Ostafrika und Indien werden die Wurzelknollen als Durstlöscher gegessen.

## Systematik und Taxonomie
Die Erstveröffentlichung von Ceropegia bulbosa erfolgte 1795 durch William Roxburgh. Das Typusexemplar stammte von der Koromandelküste in Indien. Matthew (2004) präzisiert die Lokalität auf die Northern Circars im heutigen indischen Bundesstaat Andhra Pradesh. Meve (2002) fasst die Art Ceropegia bulbosa sehr weit und schließt auch zahlreiche andere Taxa als Synonyme mit ein, so Ceropegia acuminata Roxb., Ceropegia lushii Graham, Ceropegia vignaldiana A. Rich., Ceropegia tuberosa Dalziel & Gibson, Ceropegia esculenta Edgew. und Ceropegia brosima E.A.Bruce & P.R.O.Bally.
Ansari (1984) und Jagtap et al. (1999) unterschieden noch zwei Varietäten:
- Ceropegia bulbosa var. bulbosa
- Ceropegia bulbosa var. lushii (Grah.) Hook.f.

Letztere beiden Taxa werden jedoch in der Plant List und der Ceropegia Checklist nicht anerkannt.

## Gefährdung, künstliche Vermehrung und medizinische Bedeutung
2013 gelang es indischen Wissenschaftlern die Art in vitro zu vermehren und ex vitro zu bewurzeln. Dies wird als wichtiger Schritt angesehen, da die Art medizinische Bedeutung hat und in der freien Natur selten geworden ist. Sie wird als gefährdet eingestuft. Die Wurzelknollen werden gegen Durchfall und Ruhr eingesetzt. Außerdem enthält die Pflanze Komponenten, die gegen Nieren- und Blasensteinerkrankungen eingesetzt werden können.

## Belege